# Panninger zijlinie

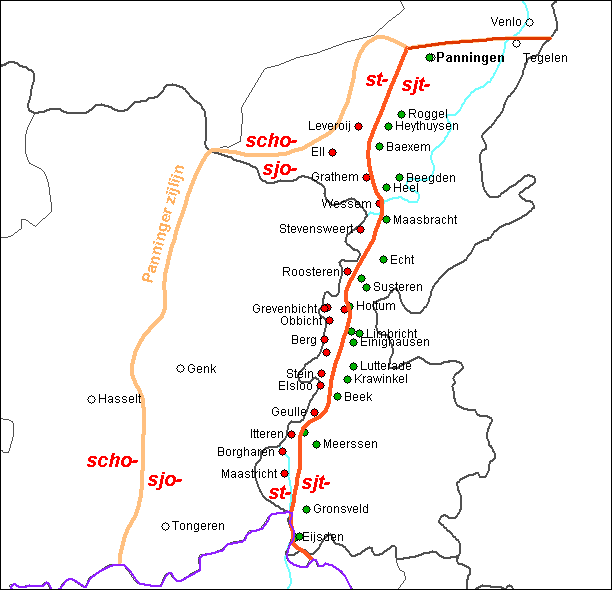
Panninger linie en -zijlinie. Groen en rood gekleurde plaatsen volgens J. Schrijnen, 1902. Latere studies (Weijnen 1991) tonen aan dat het gebied ten oosten van de Panninger linie veel minder homogeen is (zie Panninger linie).

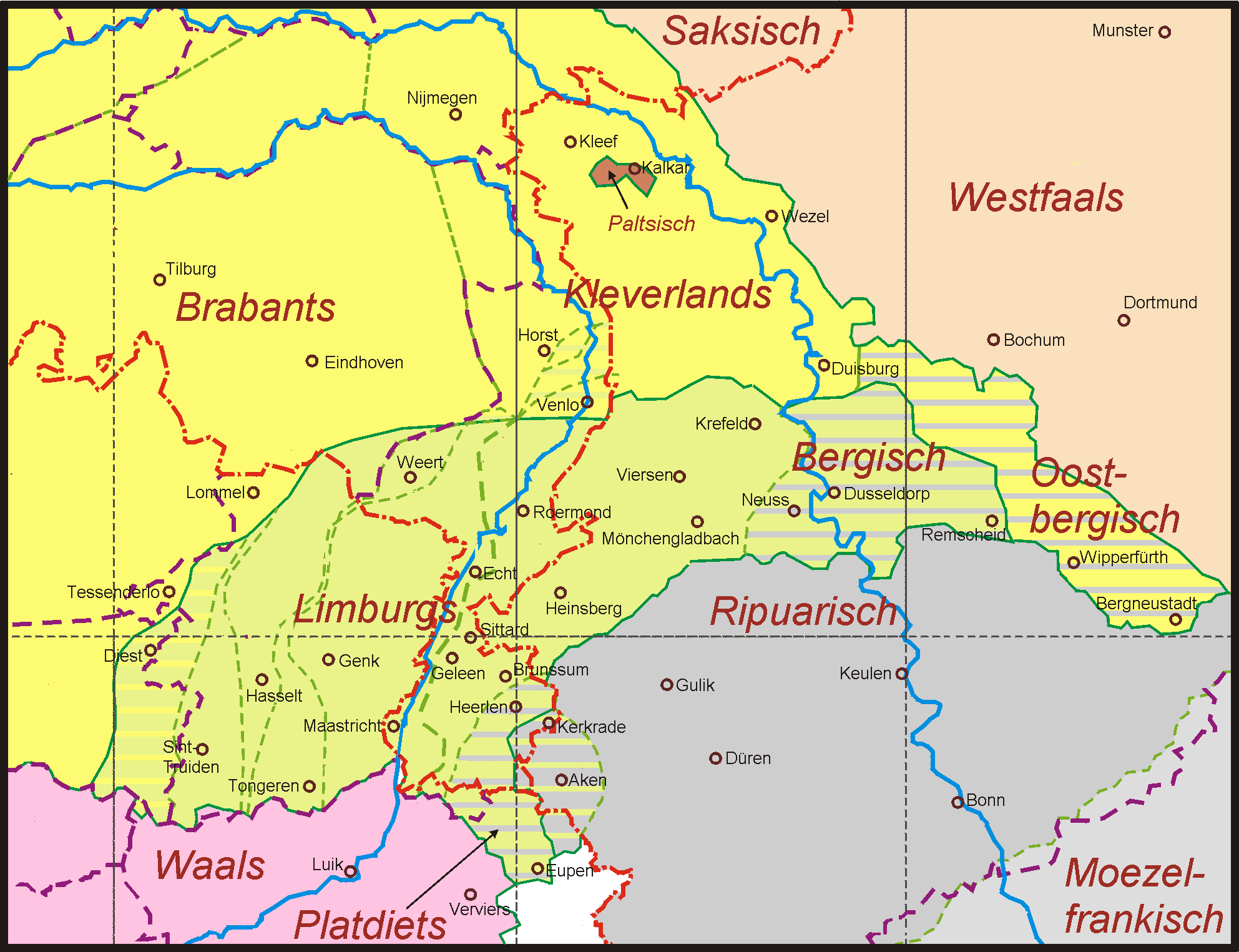
- HET LIMBURGS TAALLANDSCHAP -
Het zuidelijk Maas-Rijnlandse (Limburgs-Nederrijnse) dialectcontinuüm

De Panninger zijlinie is een isoglosse die aan haar westzijde recht door het Belgisch-Limburgse taalgebied loopt, en aan haar noordzijde in Nederlands-Limburg met een boog langs het Land van Weert en de Peel. Vanaf Panningen naar het oosten valt ze samen met de Panninger linie.

## Kenmerken
Ten noorden en westen van de Panninger zijlinie zegt men schat, ten zuiden en oosten zegt men sjat. Het zuidoostelijk deel van het Limburgs taalgebied houdt dus de variant sjat aan, maar in plaatsen als  Venlo, Weert en Hasselt bezigt men het standaard-Nederlandse sch-. Deze plaatsen kan men op grond hiervan tot het Limburgs randgebied rekenen. De foneemcombinatie sch- (fonetisch [sx]) is immers een karakteristiek van het algemeen Nederlands. sj- (fonetisch [ʃ]) is een karakteristiek van het Limburgs. Het gaat hier dus om een opvallend verschil, waardoor de “Limburgs-Maaslandse” dialecten zich direct onderscheiden van de Brabantse, de Gelderse, maar ook van de westelijke en noordelijke “rand-Limburgse” dialecten.
Samen met de doe/gij-lijn en twee vocaalisoglossen (de goed/good-lijn en de tied/tijd-lijn) markeert de Panninger zijlinie in het westen de overgang van het Centraal Limburgs naar het West-Limburgs, met inbegrip van de uitstulping in de doe/gij-lijn bij Genk, de 'Genker barrière'. In de omgeving van Venlo - het Mich-kwartier - vormt ze, samen met een groot aantal andere isoglossen, de getrapte grens tussen Limburgs en Kleverlands. Bij Meijel splitst de Panninger zijlinie zich af van de Panninger linie; dit dorp ligt opmerkelijk genoeg onder de Panninger zijlinie terwijl alle andere belangrijke isoglossen juist onder Meijel door lopen.